# Bicicletă

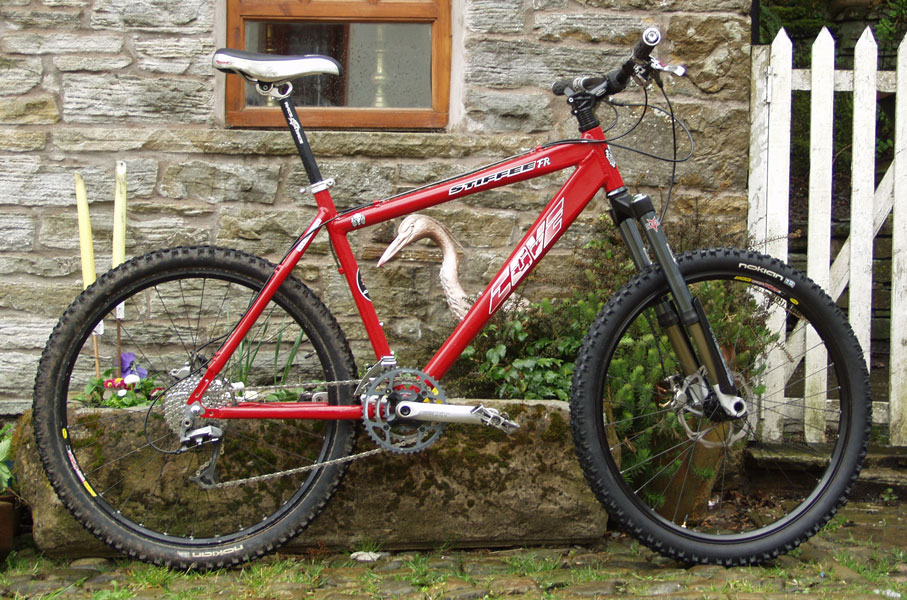
Această bicicletă de munte ("mountain-bike") are cauciucuri supradimensionate, cadru rezistent, amortizoare pentru roata din față și mânerele ghidonului orientate perpendicular pe axa bicicletei

O bicicletă poate fi definită în general ca fiind un vehicul rutier cu două roți așezate în linie una în spatele celeilalte, puse în mișcare prin intermediul a două pedale acționate cu picioarele. Se estimează că mersul pe bicicletă este de trei ori mai eficient din punct de vedere energetic decât mersul pe jos, iar viteza este de trei - patru ori mai mare.
Fiind inventate în Europa secolului 19, bicicletele sunt acum în număr de peste un miliard, asigurând în multe regiuni mijlocul principal de transport. Ele sunt de asemenea foarte populare ca mod de recreație, și au fost adaptate pentru folosință în multe alte domenii ale activității umane cum ar fi cel al jucăriilor, fitness, aplicații militare, servicii de curierat și sportul numit ciclism.
Forma și configurația de bază a cadrului, roților, pedalelor, șezutului și a ghidonului au suferit doar mici schimbări din 1885, când a fost construit primul model cu lanț, cu toate că multe detalii importante au fost îmbunătățite, în special odată cu apariția materialelor moderne de fabricație și a proiectării asistate de calculator. Acestea au permis răspândirea modelelor speciale pentru cei ce practică un anume tip de ciclism.
Bicicleta a influențat istoria în mod considerabil, atât în domeniul cultural, cât și în cel industrial. În anii de început, construcția bicicletelor s-a inspirat din tehnologiile deja existente, dar în ultima vreme bicicleta a contribuit la rândul ei la dezvoltarea tehnologiilor, atât în vechile domenii, cât și în altele noi.
Germania face un pas important în dezvoltarea transportului verde, intenționând să construiască prima autostradă pentru biciclete de pe teritoriul său.
De curând, a fost deschis publicului primul tronson al șoselei, măsurând 5 kilometri.
În momentul în care va fi finalizată, autostrada va avea o lungime de 100 de kilometri.

## Istoric

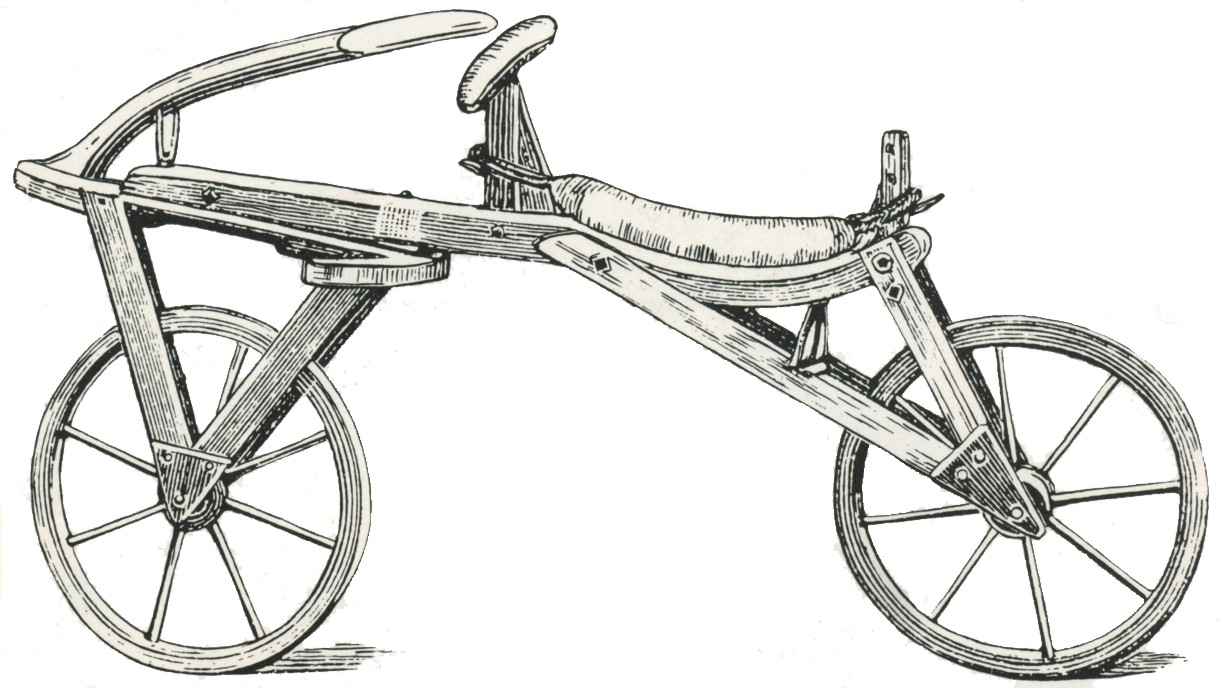
Drezină (Mașina de alergat)

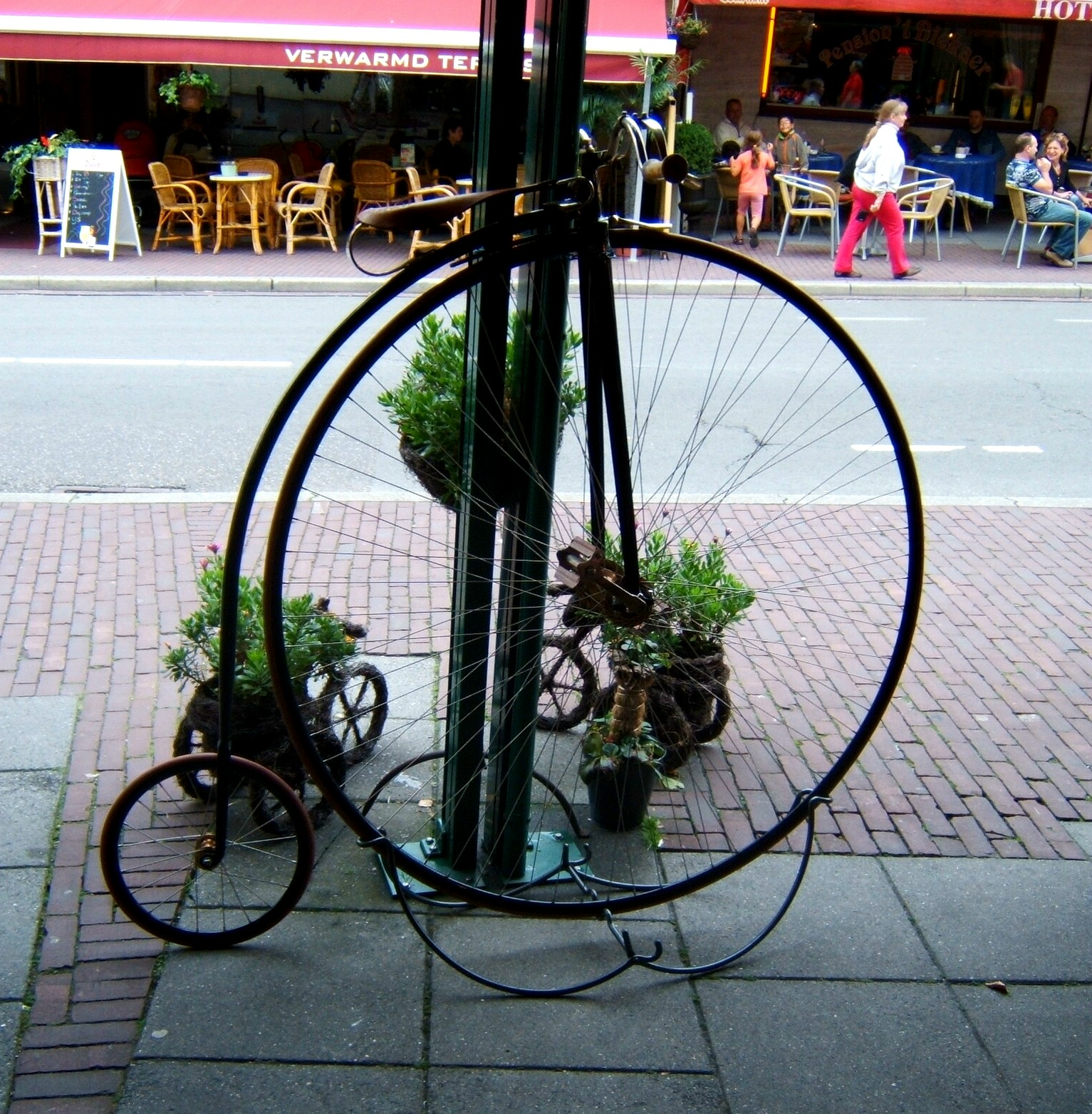
O bicicletă de epocă, cunoscută sub denumirea de velociped

Strămoșul bicicletei a fost creat de către baronul german Karl Drais, care a inventat și și-a patentat drezina (mașina de alergat) în anul 1817. Așadar, în acel an, pe 12 iunie, a avut loc prima plimbare cu bicicleta de la locuința sa de atunci, din orașul Mannheim, până la clădirea Relaishaus, azi situată în Rheinau, suburbie a orașului Mannheim.
Ea a fost perfecționată continuu în mai multe state, aspectul de astăzi fiindu-i dat în 1845 de un alt inventator german, Milius, iar denumirea de francezi - velociped (din latină: velox, rapid și pex, picior). Primele biciclete erau din lemn. Din a doua jumătate a secolului, ele se vor produce din fier și cu roți de cauciuc.

## Aspecte tehnice

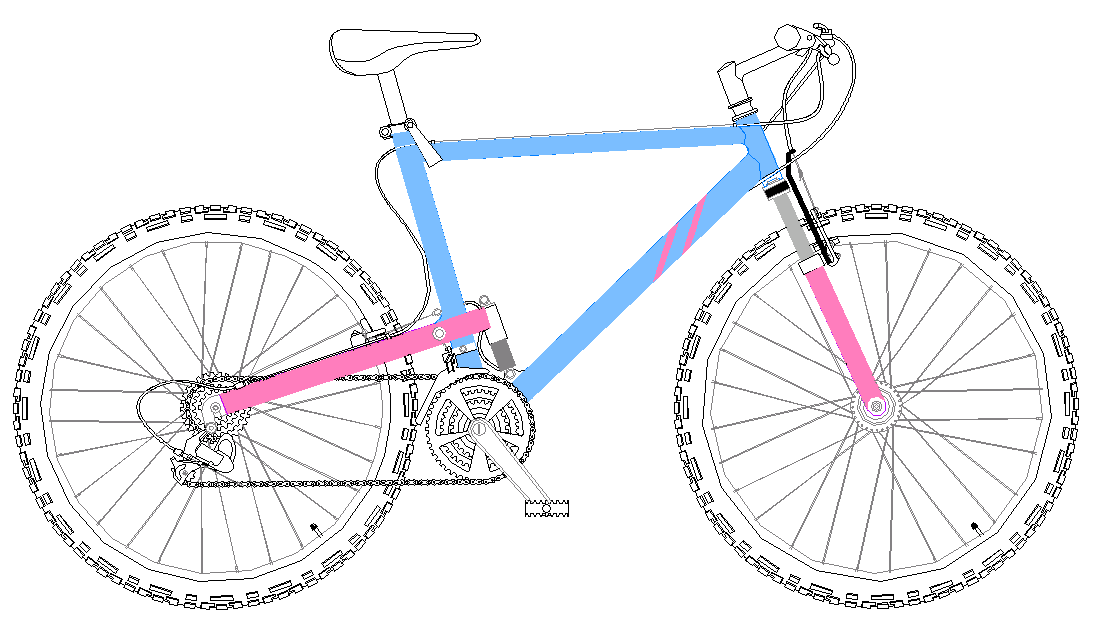
Schița unei biciclete

### Cerințe legale
Din punct de vedere legal, după cum s-a stabilt la Convenția de la Viena privind traficul rutier din 1968, bicicleta este considerată ca fiind un vehicul, iar cel ce o conduce este șofer. Codurile rutiere din multe țări reflectă aceste definiții, impunând ca bicicletele să satisfacă anumite cerințe legale, în unele cazuri incluzând chiar obținerea unui permis pentru conducerea bicicletei, pentru a putea fi folosită pe drumuri publice. De asemenea, în multe zone este o infracțiune conducerea unei biciclete care nu e în condiție suficient de bună. În majoritatea locurilor, bicicletele trebuie sa aibă lumini (faruri si stopuri) funcționale daca sunt folosite după lăsarea întunericului. Deoarece o bicicletă aflată în mișcare nu face foarte mult zgomot, în multe țări, bicicletele trebuie sa aiba claxoane pentru a putea avertiza pietonii și pe alți bicicliști de apropierea lor.
În România, conducătorii bicicletelor nu au nevoie de permis de conducere, dar Codul Rutier include și obligații pentru ei.

### Părți componente

#### Cadrul
Aproape toate bicicletele moderne au cadrul în formă de romb, format din două triunghiuri: unul în față și celălalt în spate. Materialele folosite trebuie să fie rezistente și ușoare. Începând cu anul 1930 s-au folosit aliaje din fier (oțel), mai apoi prin anii 1980 au devenit comune cadrele din aliaje de aluminiu (duraluminiu 6061), iar în prezent sunt disponibile cadre mai scumpe din titan sau din materiale plastice armate cu fibre de carbon.

#### Ghidonul
Ghidonul bicicletei poate fi din oțel (modelele mai ieftine), din aliaje de aluminiu sau din plastic armat cu fibre de carbon. Din punctul de vedere al formei, ghidoanele pot fi drepte (flatbar) sau curbate (riserbar). Mărci de ghidoane: Truvativ, FSA, Point.

#### Furca
Este subansamblul care se fixează, printr-o articulație, de cadrul bicicletei. 
În interiorul furcii se fixează roata din față a bicicletei.
Există două categorii mari de furci: cu amortizor și fără amortizor.
Furcile cu amortizor se folosesc la bicicletele care circulă pe teren accidentat (de exemplu la bicicletele tip MTB - Mountain-Bike). Amortizorul furcii poate fi reglabil sau nereglabil.
Mărci de furci: Rock Shox, Fox, Marzocchi, Magura, Manitou, Suntour, Zoom (oarecum în ordinea calității, de la cea mai bună marcă la cea mai slabă).
Fox Racing Shox sunt primul nume în lume la furci. Sunt foarte ușoare și performante. Apoi ar veni  RockShox , Marzocchi, Manitou, Magura - nu neapărat în ordinea performanței.

#### Roțile
La bicicletele pentru adulți, roțile au de obicei diametrul de 26" (un inch = 25,4 milimetri). Alte diametre frecvent întâlnite la roțile de bicicletă sunt 24", 27'5", 28" si 29". Componentele unei roți de bicicletă sunt butucul, spițele, janta ("cercul", în limbajul neoficial al bike-rilor), anvelopa ("guma") și camera.
Roțile de bicicletă au de obicei 24, 32 sau 36 de spițe.
Câteva mărci de butuci: Mavic, DT-Swiss, Author, Shimano, Novatec, Altrix.
Câteva mărci de jante: Mavic, Shimano, Rigida, Campagnolo, Mach 1, Vuelta, Alexrisms, Sunrims, Beretta, Remerx, Roval.

#### Pedalele

Pedala bicicletei - 3D

O parte importantă in circulația bicicletei care pune in mișcare roțile bicicletei. Piciorul omului acționează cu o anumita forță asupra pedalelor și ele la rândul lor acționeaza asupra roților si alte părți ale bicicletei .

#### Lanțul
Servește la transmiterea mișcării de la pedale la roata din spate. În partea din față, lanțul este antrenat de foaia de antrenare, iar în partea din spate, lanțul antrenează un pinion fixat pe butucul roții din spate.

#### Pinioanele
Pentru transmiterea mișcării de la pedale la roata din spate, o componentă foarte importantă este pinionul sau setul de pinioane. Pinionul sau setul de pinioane se montează pe butucul roții din spate. Dacă bicicleta are mai multe pinioane, acestea pot fi patru sau cinci (la bicicletele mai vechi), șase, șapte, opt sau nouă la majoritatea bicicletelor moderne, dar pot ajunge până la un număr de zece sau unsprezece la bicicletele de viteză (cursiere). Din punctul de vedere al modului de fixare, pinioanele pot fi pe filet (model mai vechi, dar încă folosit la bicicletele ieftine) sau pe casetă (modelul mai nou). Pinioanele cele mai des întâlnite au între 13 și 28 de dinți. Mărci de pinioane: SRAM, Shimano, Campagnolo, Miche.

#### Schimbătoarele
Ajută la schimbarea vitezelor pentru pedalarea mai ușoară sau mai rapidă, în funcție de preferințe sau de teren.
Se mai numesc deraioare (derailleur). Există schimbătoare pentru pinioane și schimbătoare pentru foi. 
Mărci de schimbătoare: Shimano, SRAM Corporation, Campagnolo.

#### Frânele
Servesc la reducerea vitezei de deplasare și la oprirea bicicletei.
Din punct de vedere constructiv, frânele sunt de mai multe tipuri: frâne tip clește ("frâne în V"), frâne pe disc, care pot fi mecanice sau hidraulice, frână de picior. Bicicletele pot avea frâne pe disc pe cele două roți, sau pot avea pe o roată frâna tip V, iar pe cealaltă roată - frână disc. Din punctul de vedere al sistemului de acționare, frânele pe disc pot fi mecanice sau hidraulice. Sau pot să aibă frână în V pe față și frână de picior pe spate. La probele de Cross Country (XC), la BMX și în oraș se pot folosi frâne V. La FreeRide (FR), Downhill (DH), All Mountain (AM) și 4X se folosesc frâne pe disc hidraulice. La FR, DH și 4X frânele au discuri mari (203/180mm), iar etrierele au câte 4 pistoane (în loc de două ca la frânele de XC). 
Mărci de frâne: Magura, Shimano, Alhonga, Tektro, Logan, Promax, Hayes, Avid.

#### Șaua
Este "scaunul" bicicletei. La unele biciclete destinate competițiilor sportive, cum ar fi cele de "trial", șaua poate lipsi.
Mărci de șa: Selle San Marco, Altrix, Point.
Există șei special concepute pentru femei sau pentru bărbați, care oferă un confort sporit ciclistului/ciclistei.

#### Accesorii
Principalele accesorii sunt ciclocomputerul și sistemul de iluminare. Unele biciclete au atașat un motor electric fiind biciclete electrice.

## Aspecte sociale și istorice

### Implicații economice
Producția de biciclete s-a dovedit a fi un bun antrenament pentru alte industrii care au dus la dezvoltarea tehnicilor avansate de metalurgie, atât pentru cadre cât și pentru componente speciale cum ar fi rulmenții sau roțile dințate. Aceste tehnici le-au dat mai târziu posibilitatea metalurgiștilor și mecanicilor să realizeze componentele utilizate în automobilele și avioanele timpurii. Spre exemplu, fabricanții de automobile Rover, Skoda și Ford și-au început afacerile ca și producători de biciclete, la fel ca și Frații Wright.

### Ciclismul și sănătatea
Exercițiul fizic obținut din mersul pe bicicletă este în general asociat cu sănătatea și cu o stare de bine general. Organizația mondială a sănătății estimează că lipsa activității fizice este pe locul doi (după fumatul de tutun) ca factor de risc în țările dezvoltate, iar acest lucru este asociat cu costuri de zeci de miliarde de dolari.
În general, ciclismul nu este considerat o activitate cu grad mare de risc. Numărul de răniți per kilometru este comparabil cu cel al pietonilor, dar mai mic decât cel al pasagerilor de autoturisme.
Un studiu danez din anul 2000 a concluzionat că mersul pe bicicletă la lucru este legat de o reducere cu 40% a ratei mortalității; acesta a inclus toate cauzele decesului, inclusiv accidentele rutiere.

## Bicicleta în orașul modern
Bicicliștii și conducătorii de vehicule motorizate au cerințe diferite în ceea ce privește proiectarea străzilor, fapt ce poate duce la conflicte atât politice, cât și pe străzi. Unele orașe oferă prioritate traficului motorizat, spre exemplu realizând sisteme extinse de străzi cu sens unic sau sensuri giratorii de mare capacitate. Alte orașe aplică metode de reducere a traficului pentru a limita impactul traficului motorizat. Ocazional se iau chiar măsuri extreme împotriva bicicliștilor, spre exemplu, în Shanghai, un oraș în care bicicletele obișnuiau să fie mijlocul dominant de transport, mersul pe bicicletă pe străzile orașului a fost chiar oprit temporar în decembrie 2003.
În orașele unde ciclismul este popular și încurajat este permis transportul bicicletelor pe mijloacele de transport în comun, sau se asigură dispozitive externe de atașare a bicicletelor pe mijolacele de transport în comun. De asemenea, în unele orașe se găsesc sisteme extinse de benzi de biciclete. Astfel de benzi dedicate trebuie adesea să fie împărțite cu skateri, skateboarderi și cu pietoni. Separarea traficului motorizat de biciclete în unele orașe a avut succes doar parțial, atât în ceea ce privește siguranța, cât și promovarea mersului pe bicicletă.

## Activismul pentru ciclism
Cicliștii formează asociații, atât pentru interese specifice (cum ar fi benzi pentru biciclete, întreținerea drumurilor, proiectarea urbană, cluburi de concursuri, cluburi de turism, etc.) cât și pentru scopuri globale (conservarea energiei, reducerea poluării, promovarea bunei condiții fizice).
Asemenea grupuri promovează bicicleta ca un mijloc alternativ de transport și subliniază potențialul ei pentru conservarea energiei și a resurselor precum și beneficiile pe care mersul pe bicicletă le aduce sănătății în comparație cu mersul cu mașina. Astfel de activiști cer de asemenea îmbunătățirea transportului în comun atât local, cât și între orașe. Ei cer și dotarea acestora cu soluții pentru transportul bicicletelor.
Masa Critică este o mișcare mondială de promovare a ciclismului. Are legătură cu lărgirea spațiului alocat bicicletelor și este susținută atât de cei ce fac campanie pentru protejarea mediului înconjurător, cât și de alte școli de gândire politică. Concret, Masa Critică este o plimbare lunară cu bicicletele, la care „din întâmplare” participă sute de cicliști. În România, astfel de evenimente au avut până acum loc în București, Timișoara, Iași, Cluj Napoca cât și în Alba Iulia.

## Bicicleta în România
În România, bicicletele au devenit „o modă” abia în ultimii ani, vânzările ajungând anual la 380.000 de bucăți la o populație de 19,5 milioane de locuitori.
Producția anuală de biciclete se ridică la 450.000 de biciclete, respectiv 4% din totalul producției Uniunii Europene, pe o piață dominată clar de economiile dezvoltate din Vest, Germania și Italia care au împreună o cotă de piață de aproape 40%.
În anul 2014, se estima că românii cheltuie anual pe biciclete circa 45 milioane euro, plătind în medie 120 de euro pe un vehicul pe două roți, o sumă de patru ori mai mică decât cea plătită de nemți și de șase ori mai mică cea dată de olandezi.
Producția totală - de părți componente și produse finite - se ridica la 245 milioane euro.
În anul 2013, România ocupa locul trei în Uniunea Europeană la producția de componente și accesorii pentru biciclete, cu livrări în valoare de 200 milioane euro în 2011, reprezentând 15% din total, cu puțin sub rezultatul Germaniei, într-un top dominat de Italia.
În Germania s-a produs în valoare de 210 milioane euro (16%) iar în Italia valoarea producției a fost de 420 milioane euro (32%).
România se situa, de asemenea, pe locul patru în UE în funcție de numărul locurilor de muncă asigurate de industria bicicletelor, de 800.
Pe primele locuri în clasament se situau Italia, Germania și Franța.
Cele mai mari fabrici de biciclete din România sunt la Deva și Reșița, deținute de Eurosport DHS și respectiv de Decathlon.
Cei mai mari producători de biciclete din România sunt Campagnolo, Decathlon și Eurosport DHS.